# 水裂解酶
水裂解酶（英語：Hydro-lyases）EC編號：4.2.1，是一类裂合酶，在切割 C-O化学键的同时发生水解和氧化。一些常见的水裂解酶的例子包括有顺乌头酸酶（EC 4.2.1.3）和延胡索酸酶（EC 4.2.1.2）。